# Hey Ma (Pitbull e J Balvin)
Hey Ma è un singolo del rapper statunitense Pitbull e del cantante colombiano J Balvin, il secondo estratto dalla colonna sonora del film Fast & Furious 8 e pubblicato il 10 marzo 2017. Il brano vede la partecipazione della cantante statunitense Camila Cabello.
Sono state pubblicate due versioni della canzone; una in spagnolo e una in inglese.

## Pubblicazione
Originariamente, la canzone doveva essere una collaborazione tra Pitbull, Britney Spears e Romeo Santos, ma in seguito Spears e Santos sono stati sostituiti rispettivamente da Cabello e Balvin. Una demo del brano originario può essere trovata facilmente su Internet.

## Descrizione
Si tratta di un brano pop suonato in chiave di Sol maggiore a tempo di 106 battiti al minuto. È stato scritto insieme a Sermstyle, Tinashe Sibanda, Philip Kembo, Soaky Siren e Johnny Yukon e prodotto da Sermstyle, T-Collar, Pip Kembo e Yukon.

## Successo commerciale
Hey Ma ha debuttato alla quinta posizione della classifica Hot Latin Songs con 14 000 download, segnando il più alto debutto di Pitbull in assoluto nella classifica. La canzone è anche la prima di Cabello ad essere entrata nella classifica. Ha raggiunto la top 20 di diversi Paesi, come Argentina, Giappone, Panama e Spagna.

## Video musicale
Il videoclip, diretto da Gil Green e girato a Miami, è stato pubblicato su YouTube il 10 marzo 2017. Come descritto da Billboard, il video "osé" è pieno di scene "vivaci e brillanti" che rappresentano la cultura cubana, mentre il trio si muove per le strade interagendo con la folla e ballando di fronte a macchine "impressionanti". Nel video musicale appaiono scene di Fast & Furious 8.

## Esibizioni dal vivo
Balvin, Cabello e Pitbull hanno eseguito la prima esibizione televisiva della canzone agli MTV Movie & TV Awards 2017.

## Tracce
Download digitale
1. Hey Ma (feat. Camila Cabello) – 3:14

## Classifiche
| Classifica (2017)   | Posizione massima |
| ------------------- | ----------------- |
| Argentina           | 12                |
| Austria             | 73                |
| Belgio (Fiandre)    | 8                 |
| Belgio (Vallonia)   | 7                 |
| Canada              | 95                |
| Germania            | 64                |
| Italia              | 49                |
| Paesi Bassi         | 92                |
| Portogallo          | 55                |
| Spagna              | 6                 |
| Stati Uniti         | 108               |
| Stati Uniti (latin) | 5                 |
| Svizzera            | 30                |